# Victor Van Frachen
Victor Van Frachen (Sint-Ulriks-Kapelle, 8 mei 1924 – Affligem, 18 november 1999) was een Belgisch zanger, organist, dirigent, muziekpedagoog en componist.
Zijn vader Alfons Van Frachen was koster en organist in de Sint-Stefanuskerk in Mollem en zijn moeder, dichteres Angèle De Bremaecker (1893-1982), had een muzikale achtergrond. Zelf huwde hij dichteres en vertaalster Laurette Bosteels. In 1962 mocht hij de medaille Pro Musica van de Belgische regering in ontvangst nemen voor zijn werking ten bate van de muzikale opvoeding van de jeugd. In 1985 volgde een erepenning van SABAM en in 1988 de Fugatrofee van de Unie van Belgische Componisten. Hij kreeg nog andere onderscheidingen toegekend: zo werd hij ereburger van Affligem, was hij Erevoorzitter van de Culturele Raad en kreeg hij een Onderscheiding en medaille van de Albert Einstein Academy in de Verenigde Staten.
Zijn muziekopleiding kreeg hij in eerste instantie van zijn ouders. Als jongen had hij een sopraanstem, waarmee hij al optrad. In 1939 trad hij na het overlijden van zijn vader in diens voetsporen als organist. Na de Tweede Wereldoorlog pakte hij zijn studie werd op, dit maal aan het Koninklijk Conservatorium Brussel in de zang- en lyrische kunst. In 1950 studeerde hij af met diverse eerste prijzen. Hij ging verder studeren, ditmaal compositieleer bij Marinus de Jong, Francis de Bourguignon en Théo De Joncker. Al daarvoor haalde hij de Grand Prix du Micro (muziekprijs van Radio Luxemburg) binnen en trad toe bij het Nationaal Instituut voor de Radio-omroep. Zijn stem was inmiddels gezakt tot het baritonbereik en hij gaf vele recitals in binnen- en buitenland. In 1953 werd hij muziekdocent onder andere aan het Vrij Middelbaar Technisch Instituut in Aalst; was enige tijd muziekrecensent in dag- en weekbladen; richtte diverse zangensembles op (onder andere het vocaal kwartet August De Boeck) waarmee hij dan weer prijzen won bij concoursen. Hij deed dit ook vaak aan de hand van composities van vaderlandse bodem.
Hij schreef ook zelf werken:
- Zeven hop- en bierliederen met piano of orkest (1956)
- Meizang, jeugdliederen voor het onderwijs (1956)
- Jonge lusten, idem (1959)
- Acht Oudnederlandse volksliederen voor drie gelijke stemmen (1963)
- Studentenlied (1967)
- Zestien liederen met piano of orkest (1970)
- Tien koorwerken voor gemengd koor a capella (1974)
- Zes koorwerken idem (1975)
- Een bundel liederen, met piano (1980)
- Zes oudvlaamse kerstliederen voor driestemmig koor a capella (1980)
- Twee Latijnse motetten (1980)
- Acht liederen op teksten van Laurette Bosteels
- Zestien liederen op teksten van Angèle De Bremaeker; Twee liederen op tekst van Angèle de Bremaeker
- orgelstukken, pianowerk, werken voor fanfares, harmonieorkesten, koperensembles en muziekspel De hopnar en de duvel.

Hij schreef voorts Hoe zingen wij, een leerboek over zangkunst en een Methode van notenleer.
- Gemeinsame Normdatei: 1153861275
- International Standard Name Identifier: 0000 0003 8730 4746
- MusicBrainz: 5ed91d04-fbec-4866-ae72-89281fd6a77e
- Nederlandse Thesaurus van Auteursnamen: 13867499X
- Virtual International Authority File: 280210139
- WorldCat: E39PBJckK9XrxMqjcprHHkDwmd